# Lycianthes rantonnei
Lycianthes rantonnei là loài thực vật có hoa trong họ Cà. Loài này được (Carrière) Bitter mô tả khoa học lần đầu tiên vào năm 1919.